# عبد المجيد قصير
عبد المجيد قصير هو سياسي ومحامي لبناني، عملَ رئيسًا للجنة الحوار اللبناني الفلسطيني في الفترة ما بين يوليو 2011 حتى يونيو 2012، كما عمل في السلك الدبلوماسي وفي مناصب عدة في سفاراتِ لبنان في عدد من الدُول.

## حياته وعمله
عبد المجيد حاصلٌ على إجازةٍ في الحقوق، وهو مُتزوج ولديه 3 بنات. شغلَ مناصب عدة في سفاراتِ لبنان في موسكو وكوناكري وبغداد وبروكسل وتونس، وتولى منصب القنصل العام في ساو باولو وعمل في سفارة لبنان في باريس، كما عُين سفيرًا في الجزائر عام 1994 ثمَ في رومانيا عام 1999، وشغل منصب مدير الشؤون الاقتصادية في الإدارة المركزية من العام 2003 حتى تقاعده.
عينَ في الفترة ما بين يوليو 2011 حتى يونيو 2012 رئيسًا للجنة الحوار اللبناني الفلسطيني.